# Hymer Group
 Der er for få eller ingen kildehenvisninger i denne artikel, hvilket er et problem. Du kan hjælpe ved at angive troværdige kilder til de påstande, som fremføres i artiklen.

Hymer Group er en tysk koncern, der producerer fritidskøretøjer som autocampere, campingvogne og mobilhomes og derudover udbyder andre produkter, som f.eks. udlejning og finansiering, i tilknytning til køretøjerne. 
Hymer startede i 1930'erne med at producere campingvogne, og fra 1972 autocampere. Hymer har gennem årene være en af branchens mere innovative virksomheder, og er gennem opkøb og fusioner i dag en af de helt store europæiske fritidskoncerner. 

## Mærker
- Hymer (autocampere og campingvogne)
- Bürstner (autocampere,campingvogne og mobilhomes)
- Dethleffs (autocampere, campingvogne og mobilhomes)
- LMC (Lord Münsterland Caravans) (autocampere og campingvogne)
- T.E.C. (autocampere og campingvogne)